# Alpiscorpius mingrelicus
Espèce
Synonymes
- Scorpio mingrelicus Kessler, 1874
- Euscorpius mingrelicus (Kessler, 1874)
- Euscorpius picipes Simon, 1878
- Euscorpius mingrelicus ollivieri Lacroix, 1995

Alpiscorpius mingrelicus est une espèce de scorpions de la famille des Euscorpiidae.

## Distribution
Cette espèce se rencontre dans le Nord de la Turquie, dans l'Ouest de la Géorgie et en Russie dans le Sud-Ouest du kraï de Krasnodar,.
Pour Tropea, Aydın et Fet en 2015 et Kovařík, Štundlová, Fet et  Šťáhlavský en 2019, les populations des Balkans n'appartiennent pas à cette espèce. Ils ne lui reconnaissent pas de sous-espèce.

## Description

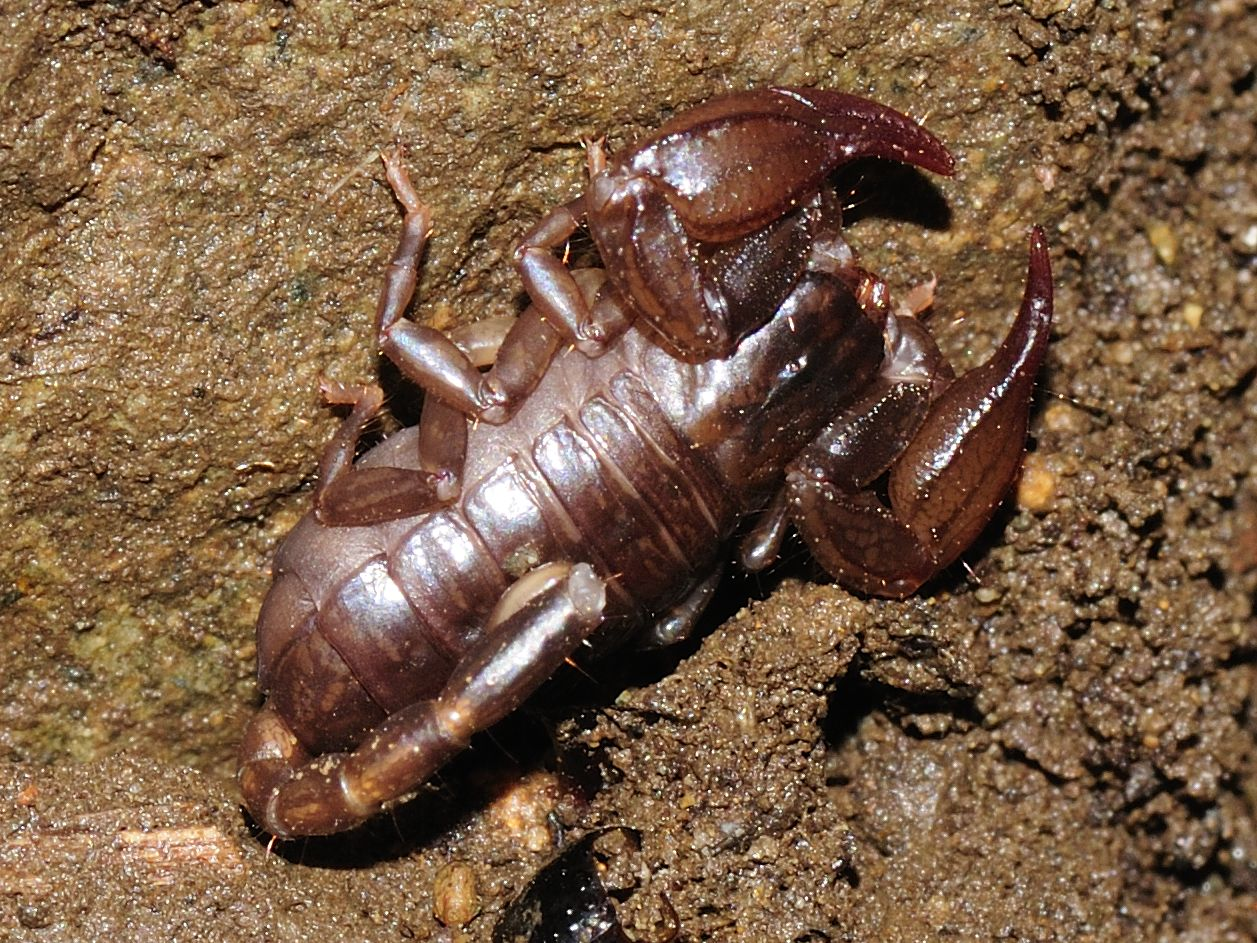
Alpiscorpius mingrelicus

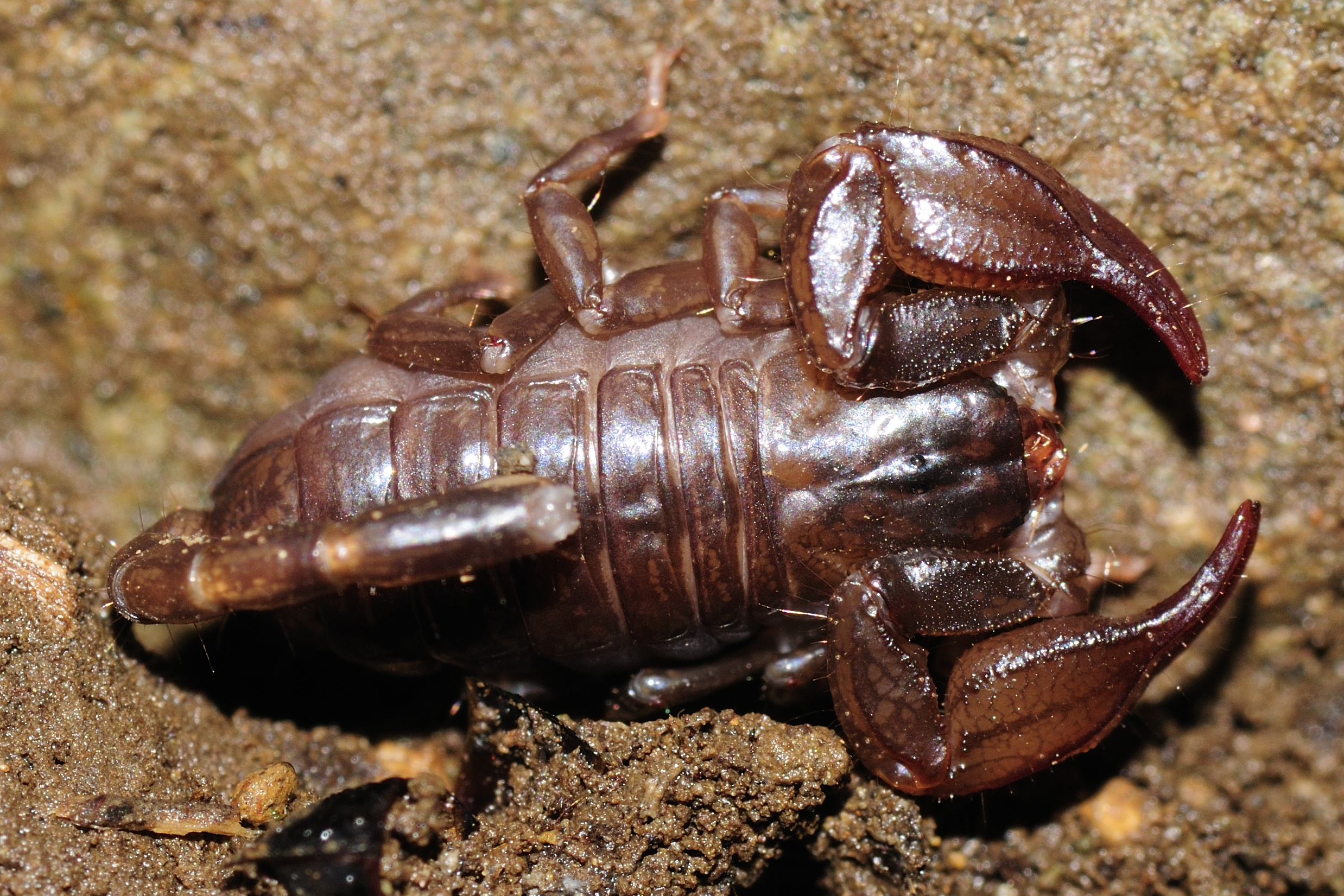
Alpiscorpius mingrelicus

Le mâle décrit Tropea, Aydın et Fet en 2015 mesure 31,17 mm et la femelle 28,91 mm. Alpiscorpius mingrelicus mesure de 27 à 42 mm.

## Systématique et taxinomie
Cette espèce a été décrite sous le protonyme Scorpio mingrelicus par Kessler en 1874.
Elle est placée dans le genre Euscorpius par Birula en 1896 puis dans le genre Alpiscorpius par Kovařík, Štundlová, Fet et Šťáhlavský en 2019.
En 2000, dix sous-espèces étaient reconnuent à Euscorpius mingrelicus :
- Euscorpius mingrelicus mingrelicus correspond à Alpiscorpius mingrelicus tel que définie en 2019 ;
- Euscorpius mingrelicus gamma, Euscorpius mingrelicus ciliciensis, Euscorpius mingrelicus phrygius, Euscorpius mingrelicus uludagensis, Euscorpius mingrelicus caporiaccoi et Euscorpius mingrelicus dinaricus ont été élevées au rang d'espèce ;
- Euscorpius mingrelicus legrandi a été placée en synonymie avec Alpiscorpius phrygius et Euscorpius mingrelicus ollivieri a été placée en synonymie avec Alpiscorpius mingrelicus ;
- Euscorpius mingrelicus histrorum est de statut incertain.

## Publication originale
- Kessler, 1874 : « O russkikh skorpionakh. » Trudy Russkago Entomologicheskago Obshchestva, vol. 8, no 1, p. 1-39.